# 罗日杰斯特韦诺农村居民点 (别尔哥罗德州)
罗日杰斯特韦诺农村居民点（俄语：Рождественское сельское поселение）是俄罗斯联邦别尔哥罗德州瓦卢伊基区所属的一个农村居民点。其下辖有10个居民点，行政中心为罗日杰斯特韦诺。据2016年统计，该农村居民点的人口为2872人。